# Carla Hüttermann
Carla Hüttermann (* 23. November 2004 in Münster) ist eine deutsche Schauspielerin.

## Leben
Carla Hüttermann wuchs in Münster auf und steht seit 2016 auf der Bühne des dortigen jungen Theaters. Sie spielte in der 23. und 24. Staffel der deutschen Fernsehserie Schloss Einstein die Rolle der Schülerin Flora Freytag und übernahm damit eine der Serienhauptrollen.
2022 spielte sie eine der Hauptrollen in der Dramaserie Safe von Caroline Link.

## Filmografie
- 2019–2020: Schloss Einstein (Fernsehserie, 42 Folgen)
- 2022: Safe (Fernsehserie, 4 Folgen)
- 2023: In aller Freundschaft – Die jungen Ärzte (Fernsehserie, Folge Orientierungshilfe)
- 2023: SOKO Köln (Fernsehserie, Folge Das Küken)
- 2024: Der Zürich-Krimi: Borchert und der Schuss ins Herz (Fernsehreihe)
- 2024: Die Kaiserin (Staffel 2, Fernsehserie, 6 Folgen)